# Васа Келакиу
Васа Келакѝу (на гръцки: Βάσα Κελλακίου) е село в Кипър, окръг Лимасол. Според статистическата служба на Република Кипър през 2001 г. селото има 54 жители.
Намира се на 5 km северозападно от Асгата.